# Вашингтонская школа цвета
Вашингтонская школа цвета (амер. англ. Washington Color School) — направление современного искусства, зародившееся в Вашингтоне (США). Ключевыми фигурами направления были шесть американских художников абстрактного экспрессионизма 1950—1970-х годов: Кеннет Ноланд, Моррис Луис, Джин Дэвис, Говард Меринг, Том Даунинг и Пол Рид.
Основной формой творчества этого направления была живопись цветового поля. Первоначально Вашингтонская школа цвета состояла из группы художников, которые демонстрировали работы на выставке «Вашингтонские художники цвета» (Washington Color Painters) в ныне не существующей Вашингтонской галерее современного искусства в Вашингтоне с 25 июня по 5 сентября 1965 года. Организатором выставки был Джеральд Нордланд. Свои работы представили Сэм Фрэнсис, Сэм Гиллиам, Джин Дэвис, Моррис Луис, Кеннет Ноланд, Говард Меринг, Том Даунинг и Пол Рид . Эта выставка, которая впоследствии побывала в нескольких других музеях и галереях Соединённых Штатов, включая Центр искусств Уокера, утвердила место Вашингтона в национальном искусстве и определила характерный художественный стиль его представителей, как его определяют историки искусства и журналисты.
Художники Вашингтонской школы цвета писали в основном нерепрезентативные работы и являлись ядром более широкого направления живописи цветового поля. Хотя их обычно не относят к представителям абстрактного экспрессионизма из-за упорядоченности изображения и различной философии творчества, можно провести много параллелей между Вашингтонской школой цвета и абстрактными экспрессионистами. Обе школы использовали одинаковые приёмы: полосы, смывки и поля, выполненные одним цветом. Ещё одной техникой, характерной для вашингтонской школы цветов, было «мокрое окрашивание» (англ. soak staining) или просто «окрашивание», при котором художник выливал разбавленную краску на холст и оставлял её сохнуть. В результате получалось пятно на холсте без видимых следов традиционного инструмента, например, кисти.
После премьерной выставки к Дэвису, Мерингу и Риду присоединились Тимоти Коркери, Виллем де Лупер и Джейкоб Кайнен. Работы этих художников были представлены на Семнадцатой Вашингтонской региональной выставке в Галерее искусств Коркоран, проведённой с 12 ноября по 19 декабря 1965 года. На Восемнадцатой Вашингтонской региональной выставке, проходившей с 18 ноября по 31 декабря 1967, свои работы представили де Лупер, Коркери, Даунинг, Гиллиам и Кайнен.
Многие художники направления выставляли работы в галерее «Джефферсон Плейс», которой первоначально руководила Элис Денни, а затем её сменила Неста Дорранс. Помимо основных представителей к направлению принадлежали Энн Труитт, Мэри Пинчот Мейер, Леон Берковиц, Алма Томас, Джеймс Хиллари. Существует мнение, что число художников направления увеличивалось, поскольку в 1960-е—1970-е годы оно стало доминирующим в сообществе визуального искусства Вашингтона. Наряду с художниками первого поколения выделяют второе поколение, которое также выставлялось в галерее «Джефферсон Плейс». К работам Вашингтонской школы цветов относят также так называемые «подвесные картины» Сэма Гиллиама, в стиле которого находят элементы барокко; стрелки и контрастные размытые архитектурные дверные проемы Тимоти Коркери; прозрачные скульптуры, световые и лазерные работы Рокни Кребса; изготовленные вакуумной формовкой работы Эда Макговина; работы с неоновым освещением Билла Кристенберри, вдохновлённые воспоминаниями о детстве; и работы Боба Стэкхауса и Тома Грина.
Несмотря на то, что все шесть художников, которые участвовали в премьерной выставке Вашингтонской школы цвета, были мужчинами, женщины имели равное присутствие в направлении. Хильда Торп работала в живописи цветного поля, создавая гигантские картины и бумажные скульптуры. Она также обучала молодых художников Вашингтона. Среди других женщин-художников вашингтонской школы — Энн Труитт, проповедовавшая «минималистическую чистоту», Мэри Пинчот Мейер и Альма Томас.
Весной и летом 2007 года в художественных учреждениях в Вашингтоне прошли выставки живописи цветового поля, в рамках которых были показаны и работы членов Вашингтонской школы цвета. В 2011 году группа коллекционеров из Вашингтона начала проект «Вашингтонская школа цвета», задачей которого являются сбор и обнародование информации об истории этого направления и абстракционизма в целом в Вашингтоне.